# Eraclio (poema francese)
Eraclio (o anche Éracles) è un poema francese, composto verso il 1155 da Gautier d'Arras e dedicato a Tebaldo V, conte di Blois.

## Tema
Il poema, ispirato da racconti orientali, segue anche alcune tradizioni storiche relative a Eraclio e Atenaide, figlia di Teodosio il Giovane, ha per protagonista Eraclio, figlio di un senatore romano, che, privato di tutte le sue ricchezze, viene venduto come schiavo e diviene favorito dell'imperatore, grazie ai suoi meriti eccezionali.
Alla fine del poema Eraclio trionfa su Cosroe II, re dei Persiani, gli strappa la vera croce e regna glorioso su Costantinopoli come imperatore romano Eraclio I.